# Шпион на миллиард долларов
«Шпион на миллиард долларов» (англ. Billion Dollar Spy) — будущий американский шпионский триллер режиссёра Аммы Асанте по сценарию Стивена Гагана и Бена Огаста. Сюжет фильма основан на нон-фикшн книге 2015 года «Шпион на миллиард долларов» Дэвида Э. Хоффмана. Главные роли в фильме исполнили Рассел Кроу, Гарри Лоути, Вера Фармига, Тони Голдвин, Уилла Фицджеральд, Руфус Сьюэлл и Джастин Теру.

## Сюжет
Сюжет основан на подлинной истории Адольфа Толкачёва, обычного человека, чья необычайная храбрость сделала его самым ценным шпионом Пентагона. Действие фильма разворачивается на фоне холодной войны, когда Толкачёв (Кроу), рискуя всем, передаёт тысячи страниц сверхсекретных советских разведданных в США.

## В ролях
- Рассел Кроу — Адольф Толкачёв
- Гарри Лоути — Том Ленихан
- Вера Фармига — Наталья Толкачёва
- Тони Голдвин — Бертон Гербер
- Уилла Фицджеральд — Мэй Ленихан
- Руфус Сьюэлл — Гас Хэтэуэй
- Джастин Теру — Ван Спенсер
- Теннисон Кроу — Саша Толкачёв
- Клас Банг

## Производство
В марте 2025 года стало известно, что по мотивам книги «Шпион на миллиард долларов» будет снят фильм, в котором сыграют Рассел Кроу, Гарри Лоути и Уилла Фицджеральд, причём первый исполнит роль знаменитого шпиона. Режиссёром фильма стала Амма Асанте, сценарий написали Бен Аугуст и Стивен Гэгэн. В апреле 2025 года был объявлен остальной актёрский состав, а также начались основные съёмки в Будапеште. В мае к актёрскому составу присоединился Клас Банг.